# 清华大学建筑技术科学系
清华大学建筑技术科学系，简称清华建筑技术系，是清华大学建筑学院下属的一个系，拥有建筑技术科学、建筑环境与设备专业、供热供燃气通风与空调工程专业等二级学科。

## 历史
- 1999年12月，建筑环境与设备研究所从热能工程系并入建筑学院。[2]
- 2001年，暖通空调专业更名为建筑环境与设备工程并入清华大学建筑学院，组建建筑技术科学系。[3]

## 机构
- 建筑技术科学研究所
- 建筑环境与设备研究所